# Tołpuchowo
Tołpuchowo (ros. Толпухово) – wieś (dieriewnia) w Rosji, w obwodzie włodzimierskim, w rejonie sobińskim. W 2021 liczyła 744 mieszkańców.